# Episodi di Davos
La prima stagione della serie televisiva svizzero-tedesca Davos, composta da 6 episodi da 45 minuti ciascuno, è stata distribuita in Svizzera sul servizio di streaming Play Suisse il 15 dicembre 2023 e trasmessa su SRF 1 dal 17 al 20 dicembre 2023. I primi due episodi sono stati presentati in anteprima a Davos il 13 dicembre 2023.
In Germania la stagione è andata in onda su Das Erste il 20 e il 21 dicembre 2023 con tre episodi in due serate. 
In Italia la stagione è andata in onda ogni mercoledì su Canale 5 dal 19 giugno al 3 luglio 2024 con due episodi in tre prime serate.
| nº | Titolo originale     | Titolo italiano     | Titolo italiano | Pubblicazione Svizzera | Prima TV         | Prima TV         | Prima TV       |
| nº | Titolo originale     | In streaming        | In chiaro       | Pubblicazione Svizzera | Svizzera         | Germania         | Italia         |
| -- | -------------------- | ------------------- | --------------- | ---------------------- | ---------------- | ---------------- | -------------- |
| 1  | Johanna              | Johanna             | Episodio 1      | 15 dicembre 2023       | 17 dicembre 2023 | 20 dicembre 2023 | 19 giugno 2024 |
| 2  | Kontrolle            | Controllo           | Episodio 2      | 15 dicembre 2023       | 17 dicembre 2023 | 20 dicembre 2023 | 19 giugno 2024 |
| 3  | Schlachtfelder       | Campi di battaglia  | Episodio 3      | 15 dicembre 2023       | 18 dicembre 2023 | 20 dicembre 2023 | 26 giugno 2024 |
| 4  | Frauen des Krieges   | Donne di guerra     | Episodio 4      | 15 dicembre 2023       | 18 dicembre 2023 | 21 dicembre 2023 | 26 giugno 2024 |
| 5  | Unheilige Allianzen  | Alleanze diaboliche | Episodio 5      | 15 dicembre 2023       | 20 dicembre 2023 | 21 dicembre 2023 | 3 luglio 2024  |
| 6  | Königinnen der Nacht | Regine della notte  | Episodio 6      | 15 dicembre 2023       | 20 dicembre 2023 | 21 dicembre 2023 | 3 luglio 2024  |

## Episodio 1
- Titolo originale: Johanna
- Titolo italiano in streaming: Johanna
- Diretto da: Jan-Eric Mack, Anca Miruna Lăzărescu e Christian Theede
- Scritto da: Adrian Illien, Thomas Hess, Julia Penner e Michael Sauter

### Trama
- Ascolti Italia: telespettatori 1 524 000 – share 9,10%[11].

## Episodio 2
- Titolo originale: Kontrolle
- Titolo italiano in streaming: Controllo
- Diretto da: Jan-Eric Mack, Anca Miruna Lăzărescu e Christian Theede
- Scritto da: Adrian Illien, Thomas Hess, Julia Penner e Michael Sauter

### Trama
- Ascolti Italia: telespettatori 1 524 000 – share 9,10%[11].

## Episodio 3
- Titolo originale: Schlachtfelder
- Titolo italiano in streaming: Campi di battaglia
- Diretto da: Jan-Eric Mack, Anca Miruna Lăzărescu e Christian Theede
- Scritto da: Adrian Illien, Thomas Hess, Julia Penner e Michael Sauter

### Trama
- Ascolti Italia: telespettatori 1 207 000 – share 7,10%[12].

## Episodio 4
- Titolo originale: Frauen des Krieges
- Titolo italiano in streaming: Donne di guerra
- Diretto da: Jan-Eric Mack, Anca Miruna Lăzărescu e Christian Theede
- Scritto da: Adrian Illien, Thomas Hess, Julia Penner e Michael Sauter

### Trama
- Ascolti Italia: telespettatori 1 207 000 – share 7,10%[12].

## Episodio 5
- Titolo originale: Unheilige Allianzen
- Titolo italiano in streaming: Alleanze diaboliche
- Diretto da: Jan-Eric Mack, Anca Miruna Lăzărescu e Christian Theede
- Scritto da: Adrian Illien, Thomas Hess, Julia Penner e Michael Sauter

### Trama
- Ascolti Italia: telespettatori 1 171 000 – share 7,60%[13].

## Episodio 6
- Titolo originale: Königinnen der Nacht
- Titolo italiano in streaming: Regine della notte
- Diretto da: Jan-Eric Mack, Anca Miruna Lăzărescu e Christian Theede
- Scritto da: Adrian Illien, Thomas Hess, Julia Penner e Michael Sauter

### Trama
- Ascolti Italia: telespettatori 1 171 000 – share 7,60%[13].